# Шнейдарек, Йозеф
Йозеф Шнейдарек (чеш. Josef Šnejdárek; 2 апреля 1875, Напайедла, Австро-Венгрия — 13 мая 1945, Касабланка) — чехословацкий военачальник, генерал армии. В течение 28 лет служил во Французском иностранном легионе, а затем вступил в Чехословацкую армию. 

## Биография

### Ранняя жизнь и Французский иностранный легион
Шнейдарек родился в семье мельника в Напайедле. После окончания кадетской школы 18 августа 1895 года поступил кадетом в Австро-Венгерскую армию и был направлен во 2-й конный полк в Будапеште. 1 ноября 1895 года был произведен в лейтенанты и переведен в 14-й конный батальон в Инсбруке. В этот период, находясь в отпуске, вступил добровольцем в турецкую армию, в рядах которой участвовал в обороне Превезы от греков.
Шнейдарек вступил во Французский иностранный легион 24 января 1899 года в звании рядового 2-го класса. Окончил военное училище в Сен-Мешен-л'Эколь в 1907 году, после чего получил звание второго лейтенанта и был переведен в 1-й полк алжирских артиллеристов. 1 апреля 1909 года он был произведен в лейтенанты. 25 сентября 1911 года он был переведен в 4-й полк алжирских стрелков, а в июне следующего года отправился в военную экспедицию в Марокко. 

### Первая мировая война
В Первой мировой войне Шнейдарек воевал на Западном фронте. 21 сентября 1914 года был ранен в ходе битвы на Эне, после чего получил повышение до капитана за храбрость. После выздоровления он вернулся на фронт 12 февраля 1915 года, но через четыре месяца был снова ранен в битве при Аррасе.

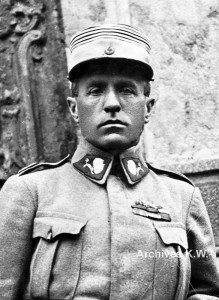
Шнейдарек во время службы во Французском легионе

17 ноября 1917 года он стал офицером в чехословацких легионах во Франции, а 21 января 1918 года стал адъютантом командира чехословацкого 21-го артиллерийского полка. 13 декабря того же года был произведен в майоры и назначен временным командиром 21-го полка.

### Возвращение в Чехословакию
4 января 1919 года Шнейдарек вернулся в Чехословакию, при этом оставаясь гражданином Франции. В течение двух недель он был назначен командиром армейской инспекции Остравы, получил звание подполковника и был назначен командующим чехословацкими войсками, которые были размещены в Тешинской Силезии. 23 января его войска начали военную операцию против польских войск. 
23 февраля 1919 года Шнейдарек был произведен в полковники и 31 мая стал командиром 2-й пехотной дивизии, которая была задействована в войне с Венгрией. 
30 декабря 1919 года вошел в состав миссии французской армии в Чехословакии. 19 ноября 1920 года получил звание бригадного генерала, а 29 декабря был назначен командиром 9-й пехотной дивизии в Трнаве. 10 февраля 1925 года ему было присвоено звание генерал-майора, а 15 сентября 1925 года он был назначен командующим армией в Кошице. 7 июня 1926 года ему было присвоено звание генерал-лейтенанта.
13 ноября 1930 года ему было присвоено звание генерала армии. В 1932 году он отдал приказ укрепить Петржалку бетонными бункерами, девять из которых были построены. 31 декабря того же года он был назначен командующим армией в Братиславе. Имел хорошие отношения с Яном Сыровым, однако отношения с генералом Крейчи были негативными. Крейчи после начал оказывать давление на Шнейдарека, чтобы тот ушел в отставку. 
28 июня 1935 года Шнейдарек все же подал в отставку и оставил армию.

### Дальнейшая жизнь
После выхода в отставку Шнейдарек жил в Братиславе.
2 июня 1939 года отправился в изгнание во Францию, где в 1940 году вступил в ряды Чехословацкой армии в изгнании. Когда Франция потерпела поражение от нацистской Германии, он отправился во Французскую Северную Африку, где и умер 13 мая 1945 года в Касабланке.